# Siphocampylus oscitans
Siphocampylus oscitans là loài thực vật có hoa trong họ Hoa chuông. Loài này được B.A.Stein miêu tả khoa học đầu tiên năm 1987.